# Akademické mistrovství světa v orientačním běhu 2006
15. Akademické mistrovství světa v orientačním běhu proběhlo na Slovensku ve dnech 14. až 20. srpna 2006. Centrem závodů AMS byly Košice.
Závodů se zúčastnilo celkem 223 závodníků (125 mužů a 98 žen) z 29 zemí.

## Program závodů
Program Mistrovství světa:
| Den       | Závod         | Centrum závodu |
| --------- | ------------- | -------------- |
| 16. srpen | klasická trať |                |
| 17. srpen | krátká trať   |                |
| 18. srpen | sprint        |                |
| 19. srpen | štafety       |                |

## Závod na klasické trati (Long)
| Zkrácené výsledky                                                                 | Zkrácené výsledky                                                                 | Zkrácené výsledky                                                                 | Zkrácené výsledky                                                                 | Zkrácené výsledky                                                               | Zkrácené výsledky                                                               | Zkrácené výsledky                                                               | Zkrácené výsledky                                                               |
| Muži                                                                              | Muži                                                                              | Muži                                                                              | Muži                                                                              | Ženy                                                                            | Ženy                                                                            | Ženy                                                                            | Ženy                                                                            |
| --------------------------------------------------------------------------------- | --------------------------------------------------------------------------------- | --------------------------------------------------------------------------------- | --------------------------------------------------------------------------------- | ------------------------------------------------------------------------------- | ------------------------------------------------------------------------------- | ------------------------------------------------------------------------------- | ------------------------------------------------------------------------------- |
| - Traťové parametry: 13,9 km, 485 m převýšení, 25 kontrol. - Mapa: - 96 závodníků | - Traťové parametry: 13,9 km, 485 m převýšení, 25 kontrol. - Mapa: - 96 závodníků | - Traťové parametry: 13,9 km, 485 m převýšení, 25 kontrol. - Mapa: - 96 závodníků | - Traťové parametry: 13,9 km, 485 m převýšení, 25 kontrol. - Mapa: - 96 závodníků | - Traťové parametry: 8,5 km, 290 m převýšení, 18 kontrol. - Mapa: - 73 závodnic | - Traťové parametry: 8,5 km, 290 m převýšení, 18 kontrol. - Mapa: - 73 závodnic | - Traťové parametry: 8,5 km, 290 m převýšení, 18 kontrol. - Mapa: - 73 závodnic | - Traťové parametry: 8,5 km, 290 m převýšení, 18 kontrol. - Mapa: - 73 závodnic |
| Umístění                                                                          | Jméno                                                                             | Čas                                                                               | Ztráta                                                                            | Umístění                                                                        | Jméno                                                                           | Čas                                                                             | Ztráta                                                                          |
| Zlatá medaile                                                                     | Michal Smola                                                                      | 1:12:31                                                                           |                                                                                   | Zlatá medaile                                                                   | Dana Brožková                                                                   | 53:22                                                                           |                                                                                 |
| Stříbrná medaile                                                                  | Matthias Merz                                                                     | 1:14:36                                                                           | +2:05                                                                             | Stříbrná medaile                                                                | Helen Bridle                                                                    | 56:58                                                                           | +3:36                                                                           |
| Bronzová medaile                                                                  | Øystein Kvaal Østerbø                                                             | 1:15:45                                                                           | +3:14                                                                             | Bronzová medaile                                                                | Larisa Stanchenko                                                               | 58:17                                                                           | +4:55                                                                           |
| 4                                                                                 | Lukáš Barták                                                                      | 1:15:47                                                                           | +3:16                                                                             | 4                                                                               | Seline Stalder                                                                  | 58:30                                                                           | +5:08                                                                           |
| 5                                                                                 | Carl Waaler Kaas                                                                  | 1:15:51                                                                           | +3:20                                                                             | 4                                                                               | Zdenka Stará                                                                    | 58:30                                                                           | +5:08                                                                           |
| 6                                                                                 | Antti Harju                                                                       | 1:17:02                                                                           | +4:31                                                                             | 6                                                                               | Maria Rantala                                                                   | 58:37                                                                           | +5:15                                                                           |

## Závod na krátké trati (Middle)
| Zkrácené výsledky                                                                | Zkrácené výsledky                                                                | Zkrácené výsledky                                                                | Zkrácené výsledky                                                                | Zkrácené výsledky                                                               | Zkrácené výsledky                                                               | Zkrácené výsledky                                                               | Zkrácené výsledky                                                               |
| Muži                                                                             | Muži                                                                             | Muži                                                                             | Muži                                                                             | Ženy                                                                            | Ženy                                                                            | Ženy                                                                            | Ženy                                                                            |
| -------------------------------------------------------------------------------- | -------------------------------------------------------------------------------- | -------------------------------------------------------------------------------- | -------------------------------------------------------------------------------- | ------------------------------------------------------------------------------- | ------------------------------------------------------------------------------- | ------------------------------------------------------------------------------- | ------------------------------------------------------------------------------- |
| - Traťové parametry: 6,2 km, 230 m převýšení, 21 kontrol. - Mapa: - 97 závodníků | - Traťové parametry: 6,2 km, 230 m převýšení, 21 kontrol. - Mapa: - 97 závodníků | - Traťové parametry: 6,2 km, 230 m převýšení, 21 kontrol. - Mapa: - 97 závodníků | - Traťové parametry: 6,2 km, 230 m převýšení, 21 kontrol. - Mapa: - 97 závodníků | - Traťové parametry: 4,6 km, 160 m převýšení, 15 kontrol. - Mapa: - 77 závodnic | - Traťové parametry: 4,6 km, 160 m převýšení, 15 kontrol. - Mapa: - 77 závodnic | - Traťové parametry: 4,6 km, 160 m převýšení, 15 kontrol. - Mapa: - 77 závodnic | - Traťové parametry: 4,6 km, 160 m převýšení, 15 kontrol. - Mapa: - 77 závodnic |
| Umístění                                                                         | Jméno                                                                            | Čas                                                                              | Ztráta                                                                           | Umístění                                                                        | Jméno                                                                           | Čas                                                                             | Ztráta                                                                          |
| Zlatá medaile                                                                    | Simonas Krepsta                                                                  | 32:37                                                                            |                                                                                  | Zlatá medaile                                                                   | Line Hagman                                                                     | 31:30                                                                           |                                                                                 |
| Stříbrná medaile                                                                 | Philippe Adamski                                                                 | 34:26                                                                            | +1:49                                                                            | Stříbrná medaile                                                                | Larisa Stanchenko                                                               | 31:43                                                                           | +0:13                                                                           |
| Bronzová medaile                                                                 | Stig Alvestad                                                                    | 34:50                                                                            | +2:13                                                                            | Bronzová medaile                                                                | Maria Rantala                                                                   | 32:08                                                                           | +0:38                                                                           |
| 4                                                                                | Tuomas Tervo                                                                     | 34:51                                                                            | +2:14                                                                            | 4                                                                               | Karianne Ruud                                                                   | 32:11                                                                           | +0:41                                                                           |
| 5                                                                                | Rasmus Rossen Soes                                                               | 34:57                                                                            | +2:20                                                                            | 5                                                                               | Radka Brožková                                                                  | 32:12                                                                           | +0:42                                                                           |
| 6                                                                                | Lukáš Barták                                                                     | 34:59                                                                            | +2:22                                                                            | 6                                                                               | Iliana Shandurkova                                                              | 32:23                                                                           | +0:53                                                                           |

## Závod ve sprintu (Sprint)
| Zkrácené výsledky                                                               | Zkrácené výsledky                                                               | Zkrácené výsledky                                                               | Zkrácené výsledky                                                               | Zkrácené výsledky                                                              | Zkrácené výsledky                                                              | Zkrácené výsledky                                                              | Zkrácené výsledky                                                              |
| Muži                                                                            | Muži                                                                            | Muži                                                                            | Muži                                                                            | Ženy                                                                           | Ženy                                                                           | Ženy                                                                           | Ženy                                                                           |
| ------------------------------------------------------------------------------- | ------------------------------------------------------------------------------- | ------------------------------------------------------------------------------- | ------------------------------------------------------------------------------- | ------------------------------------------------------------------------------ | ------------------------------------------------------------------------------ | ------------------------------------------------------------------------------ | ------------------------------------------------------------------------------ |
| - Traťové parametry: 3,3 km, 10 m převýšení, 22 kontrol. - Mapa: - 76 závodníků | - Traťové parametry: 3,3 km, 10 m převýšení, 22 kontrol. - Mapa: - 76 závodníků | - Traťové parametry: 3,3 km, 10 m převýšení, 22 kontrol. - Mapa: - 76 závodníků | - Traťové parametry: 3,3 km, 10 m převýšení, 22 kontrol. - Mapa: - 76 závodníků | - Traťové parametry: 2,7 km, 10 m převýšení, 17 kontrol. - Mapa: - 61 závodnic | - Traťové parametry: 2,7 km, 10 m převýšení, 17 kontrol. - Mapa: - 61 závodnic | - Traťové parametry: 2,7 km, 10 m převýšení, 17 kontrol. - Mapa: - 61 závodnic | - Traťové parametry: 2,7 km, 10 m převýšení, 17 kontrol. - Mapa: - 61 závodnic |
| Umístění                                                                        | Jméno                                                                           | Čas                                                                             | Ztráta                                                                          | Umístění                                                                       | Jméno                                                                          | Čas                                                                            | Ztráta                                                                         |
| Zlatá medaile                                                                   | Øystein Kvaal Østerbø                                                           | 14:07                                                                           |                                                                                 | Zlatá medaile                                                                  | Dana Brožková                                                                  | 14:20                                                                          |                                                                                |
| Stříbrná medaile                                                                | Simonas Krepsta                                                                 | 14:19                                                                           | +0:12                                                                           | Stříbrná medaile                                                               | Seline Stalder                                                                 | 14:25                                                                          | +0:05                                                                          |
| Bronzová medaile                                                                | Fabian Hertner                                                                  | 14:22                                                                           | +0:15                                                                           | Bronzová medaile                                                               | Michela Guizzardi                                                              | 14:47                                                                          | +0:27                                                                          |
| 4                                                                               | Murray Strain                                                                   | 14:31                                                                           | +0:24                                                                           | 4                                                                              | Zuzana Macúchová                                                               | 14:49                                                                          | +0:29                                                                          |
| 5                                                                               | Adam Kovacs                                                                     | 14:32                                                                           | +0:25                                                                           | 5                                                                              | Nataliya Dimitrova                                                             | 14:59                                                                          | +0:39                                                                          |
| 6                                                                               | Tuomas Tervo                                                                    | 14:35                                                                           | +0:28                                                                           | 6                                                                              | Nadija Volynska                                                                | 15:01                                                                          | +0:41                                                                          |

## Závod štafet (Relay)
| Zkrácené výsledky                        | Zkrácené výsledky                                                    | Zkrácené výsledky                        | Zkrácené výsledky                        | Zkrácené výsledky                        | Zkrácené výsledky                                                           | Zkrácené výsledky                        | Zkrácené výsledky                        |
| Muži                                     | Muži                                                                 | Muži                                     | Muži                                     | Ženy                                     | Ženy                                                                        | Ženy                                     | Ženy                                     |
| ---------------------------------------- | -------------------------------------------------------------------- | ---------------------------------------- | ---------------------------------------- | ---------------------------------------- | --------------------------------------------------------------------------- | ---------------------------------------- | ---------------------------------------- |
| - Traťové parametry: - Mapa: - 23 štafet | - Traťové parametry: - Mapa: - 23 štafet                             | - Traťové parametry: - Mapa: - 23 štafet | - Traťové parametry: - Mapa: - 23 štafet | - Traťové parametry: - Mapa: - 16 štafet | - Traťové parametry: - Mapa: - 16 štafet                                    | - Traťové parametry: - Mapa: - 16 štafet | - Traťové parametry: - Mapa: - 16 štafet |
| Umístění                                 | Jméno                                                                | Čas                                      | Ztráta                                   | Umístění                                 | Jméno                                                                       | Čas                                      | Ztráta                                   |
| Zlatá medaile                            | Švýcarsko Fabian Hertner Christian Ott Baptiste Rollier Mathias Merz | 2:24:32                                  |                                          | Zlatá medaile                            | Spojené království Mhairi Mackenzie Helen Palmer Rachael Elder Helen Bridle | 2:22:39                                  |                                          |
| Stříbrná medaile                         | Slovensko Ondrej Piják Tomáš Drenčák Martin Piják Lukáš Barták       | 2:25:55                                  | +1:23                                    | Stříbrná medaile                         | Švýcarsko Ines Brodmann Noemi Cerny Sara Luescher Seline Stalder            | 2:22:46                                  | +0:07                                    |
| Bronzová medaile                         | Norsko Souk Stig Alvestad Carl Waaler Kaas Øystein Kvaal Østerbø     | 2:25:56                                  | +1:24                                    | Bronzová medaile                         | Finsko Laura Hokka Pinja Satri Salla Sukki Maria Rantala                    | 2:23:03                                  | +0:24                                    |
| 4                                        | Česko Jan Šedivý Jan Palas Tomáš Dlabaja Michal Smola                | 2:25:59                                  | +1:27                                    | 4                                        | Norsko Karianne Ruud Line Hagman Marte Balchen Elise Egseth                 | 2:24:01                                  | +1:22                                    |

## Medailové pořadí podle zemí
Pořadí zúčastněných zemí podle získaných medailí v jednotlivých závodech mistrovství (tzv. olympijského hodnocení).
| Medailové pořadí podle zemí | Medailové pořadí podle zemí | Medailové pořadí podle zemí | Medailové pořadí podle zemí | Medailové pořadí podle zemí | Medailové pořadí podle zemí |
| Pořadí                      | Stát                        | Zlatá medaile               | Stříbrná medaile            | Bronzová medaile            | Celkem                      |
| --------------------------- | --------------------------- | --------------------------- | --------------------------- | --------------------------- | --------------------------- |
| 1.                          | Česko                       | 3                           |                             |                             | 3                           |
| 2.                          | Norsko                      | 2                           |                             | 3                           | 5                           |
| 3.                          | Švýcarsko                   | 1                           | 3                           | 1                           | 5                           |
| 4.                          | Litva                       | 1                           | 1                           |                             | 2                           |
| 4.                          | Spojené království          | 1                           | 1                           |                             | 2                           |
| 6.                          | Rusko                       |                             | 1                           | 1                           | 2                           |
| 7.                          | Slovensko                   |                             | 1                           |                             | 1                           |
| 7.                          | Francie                     |                             | 1                           |                             | 1                           |
| 9.                          | Finsko                      |                             |                             | 2                           | 2                           |
| 10.                         | Itálie                      |                             |                             | 1                           | 1                           |

## Česká reprezentace na AMS
Česko reprezentovalo 6 mužů a 6 žen.
| Přehled umístění českých reprezentantů | Přehled umístění českých reprezentantů | Přehled umístění českých reprezentantů | Přehled umístění českých reprezentantů | Přehled umístění českých reprezentantů | Přehled umístění českých reprezentantů |
| Kategorie                              | Jméno                                  | Klasika                                | Krátká                                 | Sprint                                 | Štafety                                |
| -------------------------------------- | -------------------------------------- | -------------------------------------- | -------------------------------------- | -------------------------------------- | -------------------------------------- |
| Ženy                                   | Dana Brožková                          | 1. místo                               | X                                      | 1. místo                               | 7. místo                               |
| Ženy                                   | Radka Brožková                         | 23. místo                              | 5. místo                               | X                                      | 7. místo                               |
| Ženy                                   | Veronika Krčálová                      | X                                      | 36. místo                              | 15. místo                              | X                                      |
| Ženy                                   | Zuzana Macúchová                       | X                                      | X                                      | 4. místo                               | 7. místo                               |
| Ženy                                   | Zdenka Stará                           | 4. místo                               | 21. místo                              | X                                      | 7. místo                               |
| Ženy                                   | Zuzana Stehnová                        | 15. místo                              | 13. místo                              | X                                      | X                                      |
| Muži                                   | Tomáš Dlabaja                          | 9. místo                               | X                                      | 19. místo                              | 4. místo                               |
| Muži                                   | Václav Komanec                         | X                                      | 50. místo                              | 46. místo                              | X                                      |
| Muži                                   | Osvald Kozák                           | 25. místo                              | 36. místo                              | X                                      | X                                      |
| Muži                                   | Jan Palas                              | X                                      | 13. místo                              | X                                      | 4. místo                               |
| Muži                                   | Michal Smola                           | 1. místo                               | 17. místo                              | X                                      | 4. místo                               |
| Muži                                   | Jan Šedivý                             | 21. místo                              | X                                      | 28. místo                              | 4. místo                               |